# سفارت ایالات متحده آمریکا در کابل
سفارت ایالات متحده آمریکا در کابل بخشی از مأموریت سیاسی آمریکا در افغانستان بود. ساختمان اصلی این سفارت در منطقه وزیر اکبرخان شهر کابل قرار دارد و خانهٔ سفیر این کشور در افغانستان بود. این سفارت در ۱۶ اوت ۲۰۲۱ پس از فروپاشی دولت افغانستان بسته شد، و در ۳۱‍ اوت ۲۰۲۱ به دوحه، قطر نقل مکان کرد.

## احداث و بازسازی
این سفارت در سال ۱۹۴۰ ساخته شد و در سال ۱۹۸۹ به دلیل جنگهای داخلی و ورود رژیم طالبان بسته شد. پس از حملهٔ آمریکا به افغانستان و در طول عملیات آزادی بلندمدت برای بار دوم به فعالیت آغاز نمود و تا سال ۲۰۰۶ در زیر بازسازی بود. هزینهٔ بازسازی آن ۸۰۰ میلیون دلار گزارش شد و در مراسم اختتامیه آن رئیس‌جمهور جرج دبلیو بوش و رئیس‌جمهور حامد کرزی شرکت کردند.

## سال‌های پایانی و فروپاشی دولت افغانستان
این سفارت از ژوئیه ۲۰۲۱، سفیر رسمی تاییدشدهٔ توسط سنا نداشت، و راس ویلسون به عنوان کاردار سرپرستی موقت آن را بر عهده گرفت.

در پی هجوم طالبان در ۱۵ اوت ۲۰۲۱، به کارکنان سفارت دستور داده شد اسناد، لوازم الکترونیکی و تجهیزات طبقه‌بندی شده و همچنین پرچم‌های آمریکا را که می‌تواند برای اهداف تبلیغاتی «سوء استفاده» شود، از بین ببرند. به نقل از مقامات ناشناس، پلیتیکو گزارش داد که وزارت دفاع در حال آماده‌سازی برای تخلیه کامل و بستن سفارت است و ستاد فرماندهی مرکزی آمریکا چنین رویدادی را «اجتناب ناپذیر» دانست.
در بامداد ساعت ۰۲:۳۰، ۱۶ اوت ۲۰۲۱ به وقت کابل، ویلسون و یک تیم دیپلماتیک، فعالیت‌های سیاسی این سفارت را به یک محوطهٔ امن در فرودگاه بین‌المللی حامد کرزی انتقال دادند. پس از پایان خروج نیروهای آمریکایی از افغانستان در ۳۱ اوت ۲۰۲۱، این سفارت به دوحه، قطر نقل مکان کرد.